# 王英高
王英高（1913年—2001年5月1日），中国人民解放军将领、中国人民解放军开国少将。
曾任中国人民解放军北京军区装甲兵副政委。1955年，授予中国人民解放军少将。